# 山本吉光
山本 吉光（やまもと よしてる、1954年4月26日 - ）は、日本の元陸上競技選手。東京農業大学卒業。

## 経歴

### 高校時代
神奈川県立相原高等学校出身。高校時代は全国高等学校駅伝競走大会に3年連続で出場し、1年時は6区区間6位で初優勝に貢献した。

### 大学時代
1年生で迎えた第50回箱根駅伝では3区を担当。1区で13位と出遅れたものの、2区を走った服部誠が史上初の12人抜きの快走を見せトップで襷を受ける。区間賞の走りで後続との差を広げ、大学史上初の往路優勝に貢献した。
2年時の第51回箱根駅伝では再び3区を走り、区間新記録をマークした。
3年時の第52回箱根駅伝は4区を走り、2年連続の区間新記録を達成。第4回箱根駅伝以来となる総合3位に入った。
4年時の第53回箱根駅伝では初めて2区を走り、瀬古利彦ら有力選手を抑えて区間賞を獲得し、4年連続の区間賞の偉業を成し遂げた。狙っていた総合優勝は逃したが大学史上最高の総合2位に入った。

### 実業団
大学卒業後は株式会社ヤクルト本社に就職し、ヤクルト陸上競技部（実業団）に所属。全日本実業団対抗駅伝競走大会などに出場して活躍した。

## 戦績・記録

### 大学三大駅伝戦績
| 学年               | 箱根駅伝                                   | 全日本大学駅伝                       |
| ------------------ | ------------------------------------------ | ------------------------------------ |
| 1年生 （1973年度） | 第50回 3区-区間賞 1時間07分23秒            | 第5回 5区-区間賞 42分50秒 区間新記録 |
| 2年生 （1974年度） | 第51回 3区-区間賞 1時間04分42秒 区間新記録 | 第6回 2区-区間4位 36分40秒           |
| 3年生 （1975年度） | 第52回 4区-区間賞 1時間03分30秒 区間新記録 | 第7回 8区-区間賞 58分36秒 区間新記録 |
| 4年生 （1976年度） | 第53回 2区-区間賞 1時間15分07秒            | 第8回 8区-区間2位 1時間01分01秒      |